# Plaza de la Pescadería (Sevilla)
La plaza de la Pescadería es un espacio público de la ciudad española de Sevilla.

## Descripción
La plaza está encerrada por las calles Cuesta del Rosario, Ángel María Camacho y Huelva. Se conoció como «plaza de la Costanilla», y así aparece descrita en la Noticia histórica del origen de los nombres de las calles de esta ciudad de Sevilla (1839) de Félix González de León, con las siguientes palabras:

Plaza de la Costanilla. Es sita en el cuartel B. y en la parroquia de san Isidoro. Se nombra así porque su piso está en Cuesta, aunque muy corta y suave. Aquí estaba la pescaderia, ó plaza donde se vendia el pescado y bacalao para el abasto público, la cual tuvo varias mudanzas, pues en los primeros siglos inmediatos á la conquista estuvo en la plaza de san Francisco hasta el año de 1493 en que se trasladó á una nave de las Atarazanas, en donde permaneció algunos años, de alli se trasladó á otro sitio que no averigüo; y últimamente despues del año de 1780, se fijó en este sitio para lo cual se fabricaron dos palenques ó naves cubiertas, y con varias ventanas y cercada de rejas para la seguridad y comodidad de la venta, y juzgado conveniente pra los fieles ejecutores. Asi permaneció hasta el dia primero de agosto de 1820, que se trasladaron las plazas de comestibles á la de la Encarnacion, y en el mismo dia se derribaron los dos palenques susodichos, dejando la plazoleta diáfana como ahora está, la cual no es muy grande, y se halla á la salida de calle Confiterias.
(González de León, 1839, pp. 39-40)